# Nireus
Nireus (altgriechisch Νιρεύς Nireús) ist in der griechischen Mythologie ein König von Syme und ein Teilnehmer des Trojanischen Krieges. 
Er war der Sohn von Charopos und Aglaia und gehörte zu den Freiern der Helena, weswegen er mit drei Schiffen als Führer des kleinen Kontingents von Syme auf der Seite der Griechen am Trojanischen Krieg teilnehmen musste. Nireus galt als zweitschönster Teilnehmer nach Achilleus, aber unkriegerisch.
Er wurde im Kampf von Eurypylos oder von Aineias getötet.